# Tanyproctus waziristanicus
Tanyproctus waziristanicus är en skalbaggsart som beskrevs av Keith 2009. Tanyproctus waziristanicus ingår i släktet Tanyproctus och familjen Melolonthidae. Inga underarter finns listade i Catalogue of Life.